# Inmigración vasca en la península de Yucatán
La mayoría de los vascos de la península de Yucatán se asentaron primordialmente en lo que hoy es el estado de Campeche, así como en zonas del actual estado del Yucatán cercanas a este, como Uxmal. Igualmente algunos llegaron a establecerse directamente en Mérida u otros poblados más alejados.

## Personajes
Poco o nada se ha estudiado a profundidad la influencia cultural, económica y política que ejercieron las personas vascas o descendientes de los vascos en la península, mas ha habido algunos personajes vasco-yucatecos destacados tales como los gobernadores coloniales Esteban de Azcárraga, Martín de Urzúa y Arizmendi, Juan José de Vértiz y Hontañón, ambos nacidos en lo que ahora es el País Vasco o territorios vascoparlantes.
Otros personajes relevantes del Yucatán y México independiente fueron los gobernadores Liborio Irigoyen y Lorenzo de Zavala, este último participando en la independencia de Texas. También se puede mencionar al político exgobernador yucateco José María Iturralde Lara y a su hijo José María Iturralde Traconis, figura de la izquierda yucateca quien sucedió a Juan Ricárdez Broca, usurpador del poder estatal del Yucatán tras el derrocamiento y fusilamiento de Felipe Carrillo Puerto.
Otros colonos fueron Juan Bautista de Mugártegui, de Bilbao; Juan Felipe de Elizalde y Ontañón, de Navarra; Miguel y José de Zavalegui y Urzúa, de Sangüesa; Policarpo Antonio de Echánove, de Oñate; Juan Felipe de Elizalde y Ontañón y Josefa Gertrudis de Zubiaur, de Navarra.
Una cantidad ínfima de vascos se ha establecido en la península durante los siglos XIX, XX y XXI.

## Lauburus
Una de las máximas expresiones de la presencia vasca en la región es la existencia de lauburus tallados en piedras de varias construcciones, principalmente a las entradas de las haciendas y también sobre puertas de algunos edificios.

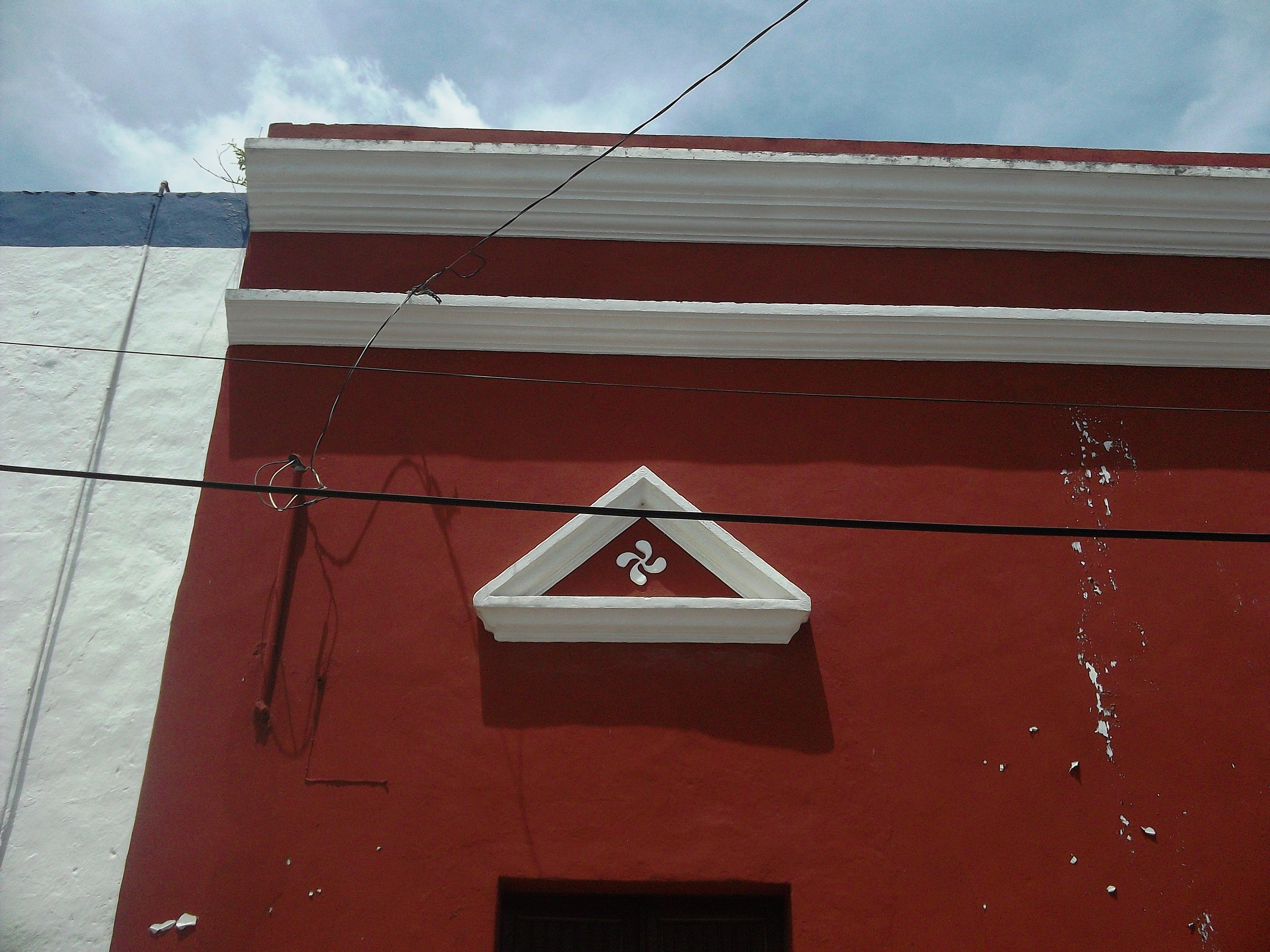
Tixkokob, Yucatán, México.
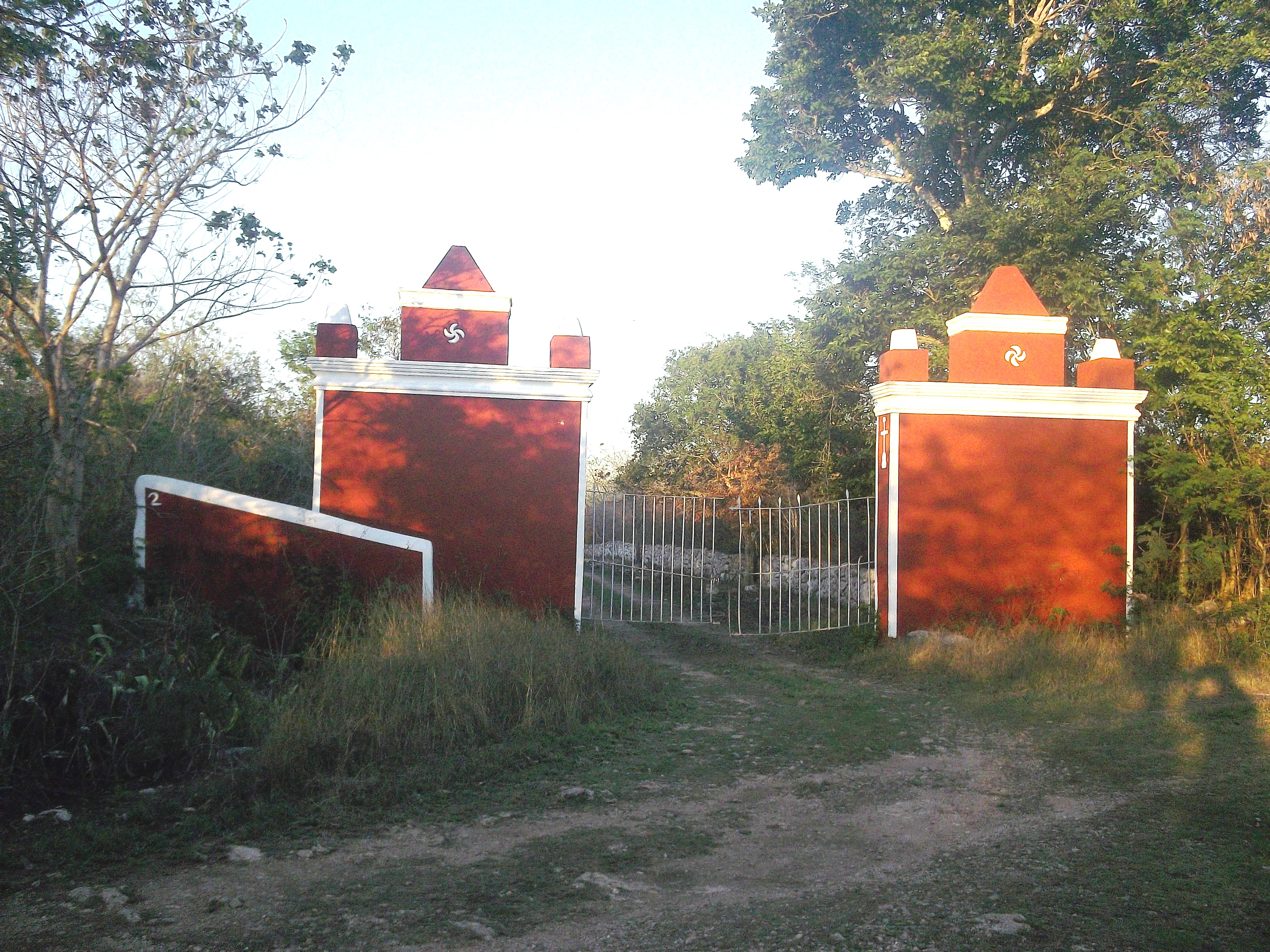
Entrada de la hacienda Bacne-Ceh, Yucatán, México.